# جيمس كوك
جيمس كوك أو القبطان كوك (بالإنجليزية: James Cook)‏ (27 أكتوبر 1728 - 14 فبراير 1779) كان بحاراً ومستكشفاً إنجليزياً، يعد أحد أهم المستكشفين الأوروبيين في عصر التوسع الاستعماري، قام بثلاث رحلات في المحيط الهادئ، وقام برسم الكثير من الخرائط لهذه المنطقة وقام بالعديد من الاكتشافات مثل اكتشاف الساحل الشرقي لأستراليا وجزر هاواي ونيوزيلندا. برز بعد مقتل الرحالة ماجلان عام 1768م قام بثلاث رحلات: الأولى في الفترة ما بين (1768م ـ1774م) والثانية في الفترة ما بين (1772م ـ 1774م) والثالثة في عام 1776م اكتشف أرخبيل هاواي، ووصل إلى أطراف ألاسكا في المحيط المتجمد الشمالي الذي يعد حاجزًا جليديًا لا يمكن اختراقه.
لم تكن أوروبا حتى منتصف القرن الثامن عشر تَعْلَم سوى النذر اليسير عن جنوب المحيط الهادي. وكان الكثير من الناس يعتقدون بوجود كتلة ضخمة من اليابسة هناك، متمثلة في القارّة الجنوبية. وفي عام 1768، انطلق الملاَّح والمستكشف الإنجليزي القبطان جيمس كوك مُبحرًا من أجل معرفة المزيد حول هذه القارة الأسطورية، وقد رافقه العلماء والفنانون في رحلاته الثلاث. وقد رسمَ كوك خريطة تضمّ مناطق شاسعة من المحيط الهادئ، كما اكتشف العديد من الجُزر وعاد إلى وطنه وفي جعبته معلومات تفصيلية حول الأماكن التي زارها.

## ميلاده
وُلد سبي جيمس كوك في قرية مارتون في يوركشاير في إنجلترا ثاني ثمانية أطفال لفلاح اسكتلندي الأصل، ألحق وهو في الثانية عشر ببائع خردوات، فلما لم يجد في بيع الملابس الداخلية ما يشبع شوقه للمغامرة التحق بالبحرية. وعمل «ملاحظا بحريًا» على طول سواحل نيوفوندلند، وذاعت شهرته رياضيًا، وفلكيًا، وملاحًا. وبعد تعليم ابتدائي قصير، أصبح مساعدًا لبقال ثم بائع خردوات في قرية ستيثيس الساحلية. وفي سنة 1746م، تدرّب تدريبًا مهنيًا في ويتبي.

## بداية عمله مع الأسطول البريطاني
وفي سنة 1755م وبينما كانت بريطانيا تُعد عُدّتها للحرب، تطوع جيمس كوك في البحرية كبحار عادي. وأظهـر كوك مهارة كبـيرة في مسـح نـهر سانت لورنس، ورسم خريطة له. وقد أدى ذلك العمل دورًا مهمًا في استيلاء الجنرال جيمس وولف على كويبك، كما لفت انتباه قيادة القوات البحرية له. وقامت جمعية لندن الملكية بنشر تقريره عن كسوف الشمس وخسوف القمر.

### الرحلة الأولى (1768–71)
في سنة 1767م، كانت الجمعية الملكية تقوم بعمل ترتيبات واسعة لمراقبة كوكب الزهرة عبر واجهة الشمس في يونيو عام 1769م. وكان الملك جورج الثالث مهتمًا شخصيًا بالمشروع، فأمر الإدميرالية بتوفير سفينة لحمل البعثة العلمية إلى تاهيتي. ولهذا رُقّي كوك إلى رتبة ملازم وأعطي قيادة السفينة. وقد كانت هذه الرحلة إلى البحار الجنوبية هي بداية مهنته مكتشفًا.
وفي 1768، حين بلغ الخمسين، اختير لرئاسة بعثة تسجل مرور كوكب الزهرة، وتقوم بأبحاث جغرافية في المحيط الهادي الجنوبي. فأبحر في 25 أغسطس على السفينة «إندفر» بصحبة عدة علماء، جهز أحدهم وهو السير جوسف بانكس السفينة من ماله الخاص. وشوهد مرور الزهرة في تاهيتي في 3 يونيو 1769. ومنها أبحر كوك باحثًا عن قارة كبرى (تيرا أوستراليس) زعم بعض الجغرافيين أنها تختبيء في بحار الجنوب. فلم يجد شيئًا، ولكنه ارتاد جزر سوسايتي وسواحل نيوزيلندا، ورسم لها خرائط بعناية: ثم واصل رحلته إلى أستراليا (التي عرفت يومها بهولندا الجديدة)، واستولى على ساحلها الشرقي لبريطانيا العظمى، وأبحر حول أفريقيا، ووصل إلى إنجلترا في 12 يونيو 1771.
كانت سفينة إنديفر صغيرة بالنسبة لرحلة طويلة، في بحار لا توجد لها خرائط. أبحرت إنديفر من بليموث أغسطس عام 1768م. وبعد مراقبة العبور واستكشاف الجزيرة، غادر كوك ومرافقوه الجزيرة. وكان كوك قد تلقى تعليمات سرية من قيادة القوات البحرية تأمره بالبحث عن قارة جنوبية مجهولة. وصلت البعثة إلى نيوزيلندا في أكتوبر 1769م. ودار كوك حول الجزيرة الشمالية ثم الجنوبية، ليثبت أن نيوزيلندا هي جزر ضخمة وليست جزءاُ من قارة جنوبية. اتجه كوك إلى غربي نيوزيلندا، ولكن عاصفة هوجاء شمالية جرفت السفينة إنديفر في اتجاه الساحل الشرقي لأستراليا التي لم تكن معروفة في ذلك الوقت. وفي صباح يوم 20 أبريل عام 1770م، رأى ضابط المراقبة زاكاري هيكس الأرض قُرب حدود ما يعرف الآن بفكتوريا ونيوساوث ويلز. الماووريون أثبتوا أنهم شعب محارب، والتقى بهم كوك أول مرة في خليج بفورتي في نيوزيلندا، وقد أبحر إلى تلك المنطقة على ظهر السفينة إنديفر في رحلته الأولى. كان بوتاني باي هو أول موقع نزل فيه كوك في 29 أبريل. وفي يوم 7 مايو، وبعد التزود بالطعام والمياه العذبة والوقود، واصلت إنديفر رحلتها في اتجاه الشمال لاستكشاف ورسم خرائط الأرض الجديدة. وكان كوك يرسو في الشاطئ بين حين وآخر، لفحص المكان والتزود بالماء. وبعد رسم الخرائط ووضع العلم البريطاني على الأرض الجديدة، أطلق عليها كوك اسم نيوساوث ويلز، ثم بدأ رحلته عائدًا إلى أرض الوطن. وبعد رحلة بحرية طويلة، وصل كوك إلى إنجلترا في يوليو عام 1771م.
كانت إنجازات كوك خلال رحلته التي دامت سبع سنوات، عديدة ومتنوعة. فقد قام كوك، إلى جانب نقل البعثة العلمية إلى تاهيتي، برسم خرائط دقيقة لسواحل نيوزيلندا وأستراليا الشرقية. كما أثبت أن أستراليا وغينيا الجديدة منفصلتان. كما أن إبحاره في المحيط الهادئ الجنوبي أثار الشكوك حول وجود قارة جنوبية كبيرة.

### الرحلة الثانية (1772–75)
وفي 13 يوليو 1772، ركب البحر من جديد، ومعه السفينتان رزوليوس وإندفر، بحثًا عن القارة الجنوبية المزعومة. وقد حرث البحر شرقًا وجنوبًا بين رأس الرجاء الصالح ونيوزيلندا، وعبر الدائرة القطبية الجنوبية إلى خط الطافية على العودة، وزار جزيرة إيستر وكتب وصفًا لتماثيلها العملاقة. ورسم خرائط لجزر ماركيزا وتونجا، وسمى هذه «فرندلي» أي الجزيرة الصديقة لما خبر في أهلها من لطف ودماثة الخلق. واكتشف كلدونيا الجديدة، وجزيرة نورفوك، وجزيرة باينز (كوني). وعبر المحيط الهادي الجنوبي شرقًا إلى رأس هورن، وواصل الرحلة عبر الأطلنطي الجنوبي إلى رأس الرجاء الصالح، ثم أبحر شمالا إلى إنجلترا، فرسى على برها في 25 يوليو 1775 بعد رحلة قطع فيها نيفًا وستين ألف ميل و1,107 يومًا.

### الرحلة الثالثة (1776–79)
أما بعثته الثالثة فقد التمست طريقًا مائيًا من ألاسكا عبر أمريكا الشمالية إلى الأطلنطي. وقد أقلع من بليموث في 12 يوليو، ومعه السفينتان رزوايوشن وسكفري، وطاف حول رأس الرجاء الصالح، ووصل بر تاهيتي ثانية، ومضى شمالا بشرق، ووقع على أعظم كشوفه، هي جزر هاواي (فبراير 1778) التي كان الملاح الإسباني خوان جيتانو قد رآها في 1555، ولكن أوروبا نسيتها أكثر من قرنين. وبعد أن واصل كوك الرحلة إلى الشمال الشرقي وصل إلى ما نسميه الآن بولاية أوريجون، ومسح ساحل أمريكا الشمالية إلى مضيق بيرنج ووراءه حتى الحدود الشمالية لألسكا. وعند عرض 70.41 (شمالا) عاق تقدمه جدار من الجليد يرتفع اثني عشر قدمًا فوق البحر ويمتد إلى آخر ما يصل إليه بصر الرقيب. وعاد كوك إلى هاواي بعد أن أخفق في بحثه عن ممر شمالي شرقي عبر أمريكا. وهناك لقي مصرعه حيث لقي من قبل ترحيبًا وديًا. ذلك أن الأهالي كانوا لطفاء ولكنهم يميلون إلى السرقة، فسرقوا قاربًا من قوارب السفينة «دسكفري»، وقاد كوك نفرًا من رجاله ليسترده، فنجحوا في استرداد القارب، ولكن الأهالي الحانقين أحاطوا بكوك الذي أصر على أن يكون آخر من بيرج الساحل. فأوسعوه ضربًا حتى مات (14 فبراير 1779)، وكان في الحادية والخمسين من عمره. وتكرمه إنجلترا بوصفه أعظم روادها البحرين وأنبلهم، وباعتباره عالمًا مهذبًا، وقبطانًا شجاعًا محبوبًا من جميع ملاحيه.

### السفينة إندوفر
اختار كوك في رحلته البحرية الأولى سفينة تمَّ بناؤها أساسًا كي تنقل الفحم بين مدن بريطانيا. وقد تمَّ تجديد هذه السفينة وإعادة تسميتها باسم «إندوفر». كما احتوت هذه السّفينة على غرفة تتَّسع لطاقم يبلغ عدده 93 رجلًا مشتملًا على فريق من العلماء، تحت قيادة عالِم الطبيعة جوزيف بانكس وفنان السفينة سيدني باركنسون.

### الرحلة البحريّة الأولى
في السادس والعشرين من أوت عام 1768, أبحَرَ كوك إلى جزيرة تاهيتي، حيث قضى هناك ثلاثة أشهر يراقب فيها كوكب الزُّهرة أثناء مروره بين كوكب الأرض والشمس، وقد كان ذلك السبب الأساسي لهذه الرحلة البحرية، غير أن كوك كانت لدية تعليمات سرَّيّة من الحاكم البريطاني; مفادها أن يتولى البحث عن القارّة الجنوبية الأسطورية. ومع التّقدم نحو الجنوب، رسم كوك الخرائط الخاصة بسواحل نيوزيلاندا وشرق أستراليا. كما أثبت أن نيوزيلندا وأستراليا غير متّصلتين بالقارّة الجنوبية. وفي غضون تلك الفترة، سجَّل فنان السفينة سيدني باركنسون جميع ما وقعت علية عيناه من نباتات وحيوانات بالإضافة إلى سكان الماوري المحليّين. ويمكن البحث عن صور رسمها سيدني باركنسون في الويب.

### مغامرة قارّة أنتاركتيكا
في عام 1772, قامَ كوك برحلته البحرية الثانية كي يجمع المزيد من المعلومات عن القارّة الجنوبية. ونظرًا لإبحاره إلى مسافة بعيدة نحو الجنوب داخل المحيط المتجمّد الجنوبي، قد أصبحت سفينتا ريزوليوشن وأدفنتشر أوّل سفينتَيْن على الإطلاق تعبران الدائرة القطبية قبل أن يجبرهما الضباب والجليد على العودة. وعلى الرّغم من أنّ كوك لم يرَ قارة أنتاركتيكا على الإطلاق، إلاَّ أنّه استنتج بشكل صحيح أن إنتاركتيكا كانت هي القارّة الجنوبية.

### مأساة في هاواي
انطلقت رحلة كوك البحرية الثالثة والأخيرة به في عام 1776 نحو الشمال بحثًا عن الممر الشمالي الغربي المحيّر. وبينما هو في طريقه، اكتشف جُزر هاواي التي أطلِق عليها اسم «جُزر ساندويتش»، ثمّ أبحرَ كوك من هاواي نحو الشرق إلى الساحل الكندي ثم نحو الشمال باتجاه مضيق بيرينغ. وعاد إلى هاواي لإصلاح أعطال السفينة حيث لقي حتفه في 14 فيفري عام 1779 في إحدى المناوشات التي دارت حول قارب مسروق.

## وصلات خارجية
- جيمس كوك على موقع الموسوعة البريطانية (الإنجليزية)
- جيمس كوك على موقع إن إن دي بي (الإنجليزية)